# Jamaal Bowman

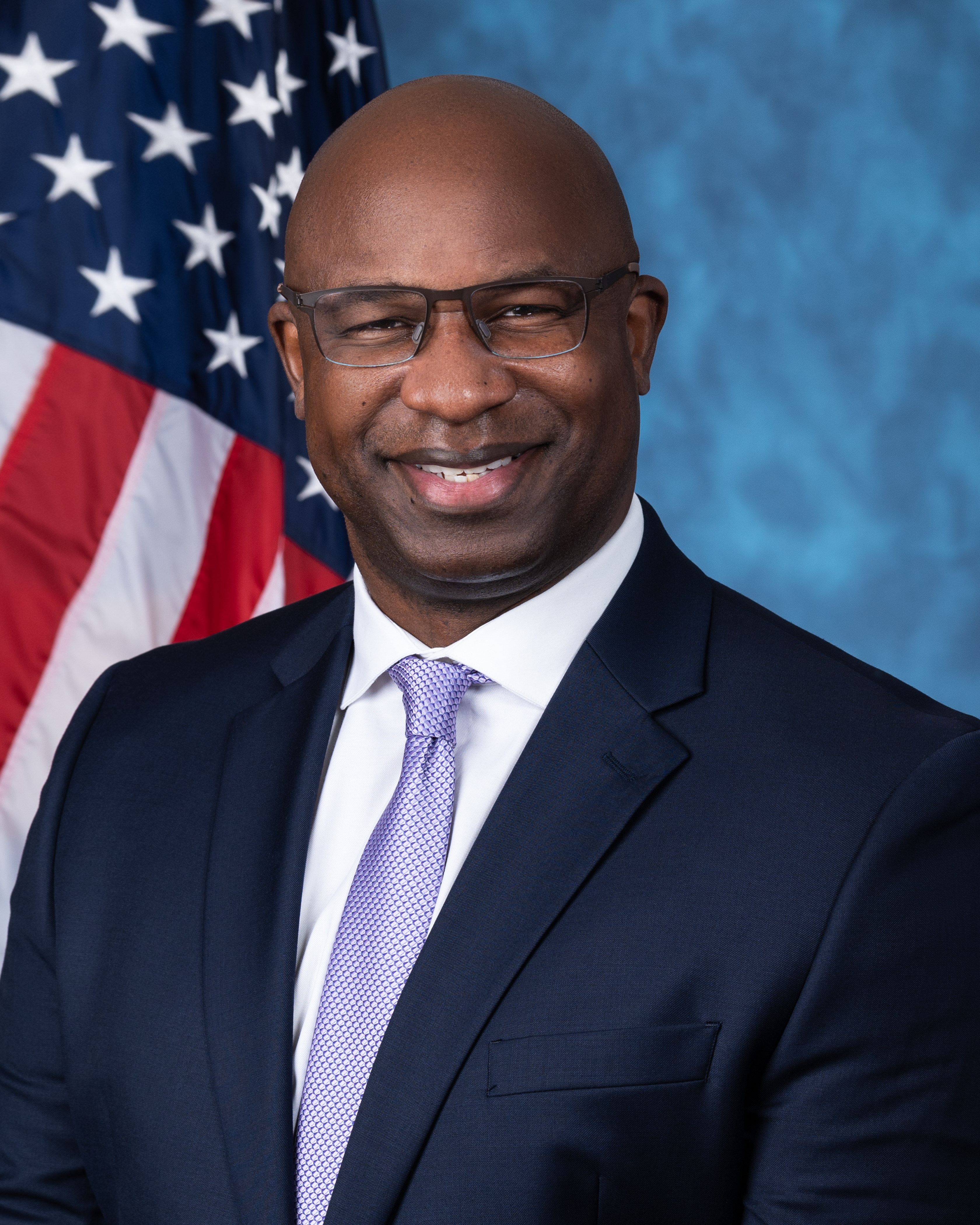
Jamaal Bowman (2020)

Jamaal Anthony Bowman (* 1. April 1976 in Manhattan, New York City) ist ein US-amerikanischer Politiker der Demokratischen Partei. Von Januar 2021 bis Januar 2025 vertrat er den 16. Distrikt des Bundesstaats New York im Repräsentantenhaus der Vereinigten Staaten. Bowman ist Mitglied der Demokratischen Sozialisten Amerikas und wurde der sogenannten Squad zugerechnet.

## Leben
Jamaal Bowman wurde im New Yorker Stadtbezirk Manhattan geboren und wuchs bei seiner Großmutter in dem Gebäudekomplex East River Houses in East Harlem auf, die Wochenenden verbrachte er bei seiner Mutter und seinen beiden älteren Schwestern in Yorkville. Nach dem Tod seiner Großmutter lebte der damals achtjährige dauerhaft bei seiner Mutter, 1992 zog die Familie nach Sayreville im Bundesstaat New Jersey. Dort besuchte Bowman die Sayreville War Memorial High School, wo er im American-Football-Team aktiv war. Nach seinem Schulabschluss war Bowman kurzzeitig am Potomac State College der University of West Virginia eingeschrieben, später wechselte er an die University of New Haven, an der er 1999 einen Bachelorabschluss in Sportmanagement erlangte. Danach machte Bowman einen Master of Arts am Mercy College und promovierte am Manhattanville College zum Doctor of Education.
Nach seinem Bachelorabschluss war Jamaal Bowman für das New York City Department of Education als Erzieher an einer Grundschule in einem Problembezirk der Bronx beschäftigt. 2009 begründete er die Cornerstone Academy for Social Action, eine öffentliche Mittelschule im zur Bronx gehörenden Stadtteil Eastchester. Während seiner Zeit als Schulleiter dort setzte er sich gegen standardisierte Tests ein. Nach zehn Jahren als Schulleiter gab er diese Tätigkeit 2019 auf, um sich auf seine Kongresskandidatur konzentrieren zu können. Jamaal Bowman ist verheiratet, hat drei Kinder und lebt in Yonkers.

## Politische Karriere
Im Jahr 2019 gab Jamaal Bowman seine Kandidatur für den Sitz des 16. Kongresswahlbezirkes im Repräsentantenhaus der Vereinigten Staaten bekannt. Der Kongresswahlbezirk umfasst einen Teil der Bronx sowie die Städte Mount Vernon, New Rochelle, Rye und Yonkers im südlichen Westchester County. Bei der Vorwahl der Demokratischen Partei im Juni 2020 setzte Bowman sich gegen den Amtsinhaber Eliot Lance Engel und zwei weitere Kandidaten durch. Zu Bowmans Unterstützern zählten unter anderem der ehemalige US-Präsident Barack Obama, die beiden Senatoren Elizabeth Warren und Bernie Sanders und die New Yorker Kongressabgeordnete Alexandria Ocasio-Cortez. Da die Republikanische Partei in dem generell deutlich demokratisch geprägten Kongresswahlbezirk keine Kandidatur einreichte, wurde Bowmans Wahlsieg als sicher eingestuft.
Bei der Wahl zum Repräsentantenhaus am 3. November 2020 setzte Jamaal Bowman sich mit 84 Prozent der Stimmen gegen den Herausforderer Patrick McManus, der für die Conservative Party of New York State antrat, durch. Nach seiner Amtseinführung am 3. Januar 2021 trat Bowman dem sogenannten Squad, einer informellen Gruppe innerhalb des Repräsentantenhauses, die dem progressiv-linken Flügel der Demokratischen Partei zugerechnet wird, bei. Er ist damit das erste männliche Mitglied des sechs Mitglieder umfassenden Squad. Die Primary (Vorwahl) 2022 seiner Partei konnte er gegen vier Kandidaten gewinnen. Er trat damit am 8. November 2022 gegen Miriam Flisser von der Republikanischen Partei an und setzte sich in der Hauptwahl durch. Bei der Vorwahl zur Wahl 2024 unterlag er am 25. Juni 2024 dem moderaten Herausforderer George Latimer 54,5 Prozent zu 45,5 Prozent.
Seine letzte Legislaturperiode im Repräsentantenhaus des 118. Kongresses lief bis zum 3. Januar 2025.

### Ausschüsse
Er war Mitglied in folgenden Ausschüssen des Repräsentantenhauses:
- Committee on Education and Labor (Vize-Vorsitz)
  - Civil Rights and Human Services
  - Early Childhood, Elementary, and Secondary Education
  - Higher Education and Workforce Investment
- Committee on Science, Space, and Technology
  - Energy (Vorsitz)